# Palais de la Caisse des Dépôts et des Prêts
Le Palais de la Caisse des Dépôts et des Prêts (en italien : Palazzo della Cassa Depositi e Prestiti) est un grand palais néo-Renaissance situé au numéro 12 Via Goito, dans le rione Castro Pretorio à Rome. Il occupe tout un bloc, non loin du gigantesque Palazzo delle Finanze, siège du ministère des Finances. 

## Histoire
La Cassa depositi e prestiti a été fondée en 1850 à Turin dans le but de promouvoir et de financer des travaux d'utilité publique. En 1907, après l'élargissement de ses pouvoirs et attributions, la construction d'un nouveau siège à Rome est autorisée. Les travaux ont été conduits par l'ingénieur Carlo Mongini et inaugurés le 31 décembre 1910. Le coût total du projet a été de 3 339 829 lires, montant énorme pour l'époque et représentant près de 25% de tous les actifs de Cassa. 
Le bâtiment a une superficie construite d’environ 64 800 m 2 et un volume total de 324 000 m 3. 